# Jens Gustafsson
Jens Gustafsson  (1978. október 15. –) svéd labdarúgó, edző, a szaúd-arábiai El-Fateh SC vezetőedzője.

## Pályafutása

### Játékosként
A Helsingborgnál úgy vélték, hogy nem egy nagy tehetség. Így a svéd másodosztályba igazolt az IK Brage együtteséhez. Ezt követően egy szezon után tovább állt a Högaborgs BK csapatához, majd 2003 elején a Falkenbergshez igazolt. Hét szezont töltött a másodosztályban a klub színeiben. 193 mérkőzésen lépett pályára és védő létére 4 gólt is szerzett.

### Edzőként
Aktív pályafutása után, rövid időn belül a Halmstad BK U17-es csapata irányítását vette át. A svéd junior bajnokságban a negyeddöntőbe vezette csapatát. 2011 elején átvette az U21-es csapatot. A felnőtt csapatnál sikertelenség miatt menesztették Josep Clotet Ruizt és megkapta a csapatot.  A kiesést már nem tudták elkerülni, de a másodosztályban is továbbra is ő irányította a klubot. A 2014-es szezont követően menesztették. 2015 márciusában a svéd U21-es labdarúgó-válogatott szövetségi kapitánya lett. 2016 januárjában az AIK Solna csapatánál lett segédedző. Júliusban távozott és az IFK Norrköping vezetőedzője lett. A 2016–17-es szezonban a kupában a döntőben 4–1-re kaptak ki a Östersunds ellen. A következő szezonban a bajnokságban ezüstérmesek lettek az AIK mögött lemaradva két ponttal. 2020 decemberében távozott a klub éléről.